# Bezirksamt (Bayern)
Das Bezirksamt war im Königreich Bayern und später im Freistaat Bayern seit dem 1. Juli 1862 die Verwaltungsbehörde der Unterstufe.
Dabei meinte Bezirksamt sowohl die Behörde im administrativen Sinne als auch den Amtsbezirk im geographischen Sinne. Der Leiter des Bezirksamts war der Bezirksamtmann, seit 1919 Bezirksoberamtmann.
Bis Juni 1862 waren im Königreich Bayern die Landgerichte, die heute zur Abgrenzung häufig als Landgericht älterer Ordnung bezeichnet werden, neben Justizaufgaben auch mit den Aufgaben der unteren Ebene der Verwaltung betraut. Eine Königliche Allerhöchste Verordnung, die Einrichtung der Districts-Verwaltungs-Behörden betreffend vom 24. Februar 1862 ordnete mit Wirkung vom 1. Juli 1862 die Bildung von Bezirksämtern im rechtsrheinischen Bayern an. Die entsprechende Regelung für die Pfalz erfolgte mit gleichem Termin.
Im Zuge der Gleichschaltung mit dem Gesetz über den Neuaufbau des Reichs während der Zeit des Nationalsozialismus wurden zum 1. Januar 1939 die Bezirksämter in Landkreise umbenannt.